# أستراليا (فلم)
أستراليا (بالإنجليزية: Australia)، فيلم أستراليا من صنف دراما ورومانسية أنتجت سنة 2008م من قبل شركة تونتيث سينتشوري فوكس، من بطولة هيو جاكمان ونيكول كيدمان.

## الحادثة الشهيرة في الفيلم
وقعت الحادثة الشهيرة عندما شنت الطائرات الحربية اليابانية هجوماً على مدينة داروين الأسترالية، دمرت على اثرها كافة البنية التحتية للقوات الأسترالية.

## المصدر
1. ↑  "Hollywood Studios Turn Hopeful Eye Toward Holiday." Reuters, 25 November 2008 نسخة محفوظة 13 أغسطس 2009 على موقع واي باك مشين.
2. ↑  "Hollywood Stuffs Thanksgiving Slate." Variety, 24 November 2008 [وصلة مكسورة] نسخة محفوظة 29 مارس 2009 على موقع واي باك مشين.

## وصلات خارجية
- الموقع الرسمي
- مقالات تستعمل روابط فنية بلا صلة مع ويكي بيانات
- Australia على موقع أول موفي.
- Australia soundtrack (listenable)
- Tourism Australia's campaign produced by Baz Luhrmann
- Slide show of costume designs for Australia by Catherine Martin from the نيويورك تايمز

 أستراليا